# بولين جيدج
بولين جيدج (ولدت في 11 ديسمبر 1945) هي روائية كندية اشتهرت برواياتها الخيالية التاريخية ، ,ومنها رواية طفل الصباح الأكثر مبيعًا ،ورواية النسر والغراب ، وروايتها الخيالية ستارغيت ، وثلاثياتها المصرية أسياد الأرض ورجل الملك . كما أنها تكتب الخيال العلمي والرعب . بيعت من رواياتها الـ 13 أكثر من ستة ملايين نسخة بـ 18 لغة. 
نُشرت رواياتها الأربع الأولى مع غلاف فني من قبل ليو وديان ديلون . ولم يصرح آل ديلون أبدًا ببيع أعمالهم بعد التكليف المباشر ، ولكن تم توفير نسخ من أغلفة روايات جيدج للبيع عبر اتفاقية بين جيدج و ديان ديلون ، اللذان التقيا في أواخر السبعينيات.

## الحياة و الوظيفة
ولدت بولين جيدج في 11 ديسمبر 1945 في أوكلاند بنيوزيلندا. أمضت جزءًا من طفولتها في أوكسفوردشاير بإنجلترا ، قبل أن تنتقل عائلتها إلى مانيتوبا وتستقر في ألبرتا في عام 1966. 
درست جيدج في جامعة مانيتوبا وفي كلية المعلمين في نيوزيلندا.
كتبت جيدج شعرًا غير منشور لسنوات. حاولت كتابة الأدب السائد المعاصر في أوائل السبعينيات ثم استسلمت ، وتحولت للكتابة عن مصر القديمة للإلهام.  استندت في روايتها الأولى المنشورة ، طفل الصباح ، على الشخصية التاريخية لحتشبسوت ، الفرعون الأنثى الوحيدة في مصر. كتبت جيدج الرواية في ستة أسابيع وفازت بمسابقة ألبرتا للبحث عن روائي جديد عام 1977.
حصلت رواية النسر والغراب على جائزة جان بوجسي من جمعية الآداب في فرنسا وفازت رواية التحول الثاني عشر بجائزة نقابة الكتاب في ألبرتا لأفضل رواية لهذا العام. 
لقد كتبت أيضًا في أنواع أخرى مثل ستارغيت وهو خيال علمي ، وكوفينانت وهو خيال رعب معاصر ، و لفافة سقارة أيضا وهو يتضمن بعض العناصر الخيالية. 
قدم زوج جيدج السابق ، بيرني رامانوسكاس ، البحث التاريخي للعديد من رواياتها اللاحقة. جيدج لديها ولدان ، سيمون وروجر. 

## الجوائز والتكريمات
- 1977 مسابقة ألبرتا للبحث عن روائي جديد
- 1978 جائزة جان بوجسي من جمعية الآداب الفرنسية
- 1985 جائزة جورج بوجنيت للرواية من نقابة الكتاب في ألبرتا

## الفهرس

### الروايات
- طفل الصباح (1977)
- النسر والغراب (1978)
- ستارغيت (1982)
- التحول الثاني عشر (1984)
- لفافة سقارة (1990) (نشرت تحت عنوان ميراج في الولايات المتحدة )
- العهد (1992)
- بيت الأحلام (1994) (ويعرف أيضًا باسم سيدة القصب )
- بيت الأوهام (1996)
- ثلاثية أسياد الأرض

- مستنقع فرس النهر: أسياد الأرض ، المجلد الأول (1998)
- الواحة: أسياد الأرض ، المجلد الثاني (1999)
- طريق حورس: أسياد الأرض ، المجلد الثالث (2000)

- ثلاثية رجل الملك:
  - ولدت مرتين (2007)
  - صير مصر (2008)
  - رجل الملك (2011)

## الروابط الخارجية
- موقع رسمي
- يغطي Gedge Dillon في FineArtAmerica
- Pauline Gedge  على قاعدة بيانات الخيال التأملي على الإنترنت